# Melanotrichia forficula
Melanotrichia forficula är en nattsländeart som först beskrevs av Kobayashi 1964.  Melanotrichia forficula ingår i släktet Melanotrichia och familjen Xiphocentronidae. Inga underarter finns listade i Catalogue of Life.